# Salomon Méricamp
Salomon Méricamp, né le 1er mai 1751 à Saint-Sever et mort guillotiné le 5 avril 1794 dans la même ville, est un homme politique français.
Il est député de l'Assemblée nationale législative de 1791 à 1792 pour le département des Landes.

## Biographie
Salomon Méricamp naît le 1er mai 1751 à Saint-Sever, dans la généralité de Pau et Auch. Ses parents sont Jacques Méricamp, avocat au parlement de Bordeaux, et Marguerite Lesbarrères. Magistrat avant la Révolution, il devient procureur-syndic du district de Saint-Sever et président du Club des jacobins de la ville.
Il est élu, le 2 septembre 1791, député des Landes, avec 136 voix sur 265 votants (premier des six élus). Il siège pendant un an à l’Assemblée nationale législative au sein du groupe de la Plaine, jusqu’au 20 septembre 1792, sans apparaître dans Le Moniteur universel, ayant eu « un rôle assez effacé ». Accusé d’être fédéraliste, il est arrêté le 14 octobre 1793,  jugé et condamné le 5 avril 1794 par une commission extraordinaire révolutionnaire pour « avoir avili la représentation nationale ». Condamné à mort, il est guillotiné le jour même à Saint-Sever, à 42 ans. Ses six métairies sont confisquées et vendues le 7 frimaire an III (27 novembre 1794) pour 190 000 francs en assignats. Sous la Restauration ses descendants bénéficient de 63 370 francs grâce à la loi du milliard aux émigrés.

## Textes
- Projet de décret proposé par M. Méricamp : En vue de la vente d'un certain nombre de rames de papier provenant des papeteries de Thiers et la Foiriée, Paris, Imprimerie nationale, 1791, 2 p. (BNF 30929834).
- Mémoire adressé par Salomon Méricamp, député à l'Assemblée législative, membre du comité de liquidation de cette Assemblée, pour se défendre de l'accusation portée contre le comité d'avoir favorisé la liste civile, Paris, Demonville, 1793, 15 p. (BNF 30929832, lire en ligne).
- À la convention et à mes concitoyens, Paris, Boileau (BNF 36444356).
- Mémoire adressé à la Convention par Salomon Méricamp en protestation de l'accusation de corruption portée contre lui, Paris, Boileau, 4 p. (BNF 30929833).